# Admere
ADMERE est un collectif d’art urbain composé de ADNX et de Klemere et basé à Périgueux en France qui doit sa notoriété à des happenings de rue,.

## 2019
- Banderole "tu es belle Brigitte"[3],[4],[5],[6],[7]
- Rond-point Jacques Chirac[8],[9]
- Tétons sur plots[10],[11]
- Étiquetage du rocher de l'Arsault[12]

## 2020
- Place de stationnement recouverte de feuilles d'or[13],[14]
- Mémorial du confinement en pâtes et papier toilette[15],[16]
- Corde au cou d'une statue du Maréchal Bugeaud[17],[18],[19],[20],[21],[22]
- Le Canard Masqué[23],[24],[25],[26]

## 2021
- Banderole "iel est beaulle Robert"[27]

## 2022
- Affiches "C'était mieux avant."[28],[29]